# 1995 (numero)
Millenovecentonovantacinque (1995) è il numero naturale dopo il 1994 e prima del 1996.

## Proprietà matematiche
- È un numero dispari.
- È un numero composto da 16 divisori: 1, 3, 5, 7, 15, 19, 21, 35, 57, 95, 105, 133, 285, 399, 665, 1995. Poiché la somma dei suoi divisori (escluso il numero stesso) è 1845 < 1995, è un numero difettivo.
- È un numero naturale tetraprimo, ovvero ricavabile dal prodotto di 4 numeri primi distinti.
- È un numero felice.
- È un numero fortunato.
- È un numero congruente.
- È un numero nontotiente in quanto dispari e diverso da 1.
- È un numero intero privo di quadrati.
- È un numero malvagio.
- È parte delle terne pitagoriche (200, 1995, 2005), (476, 1995, 2051), (684, 1995, 2109), (1012, 1995, 2237), (1064, 1995, 2261), (1197, 1596, 1995), (1296, 1995, 2379), (1672, 1995, 2603), (1900, 1995, 2755), (1995, 2340, 3075), (1995, 2660, 3325), (1995, 3528, 4053), (1995, 3952, 4427), (1995, 4292, 4733), (1995, 4788, 5187), (1995, 5332, 5693), (1995, 6160, 6475), (1995, 6840, 7125), (1995, 8000, 8245), (1995, 8732, 8957), (1995, 11284, 11459), (1995, 11552, 11723), (1995, 13464, 13611), (1995, 14896, 15029), (1995, 18900, 19005), (1995, 20900, 20995), (1995, 26496, 26571), (1995, 31556, 31619), (1995, 34884, 34941), (1995, 40588, 40637), (1995, 44200, 44245), (1995, 56840, 56875), (1995, 79588, 79613), (1995, 94752, 94773), (1995, 104728, 104747), (1995, 132660, 132675), (1995, 221108, 221117), (1995, 284284, 284291), (1995, 398000, 398005), (1995, 663336, 663339), (1995, 1990012, 1990013).

## Astronomia
- 1995 Hajek è un asteroide della fascia principale del sistema solare.

## Astronautica
- Cosmos 1995 è un satellite artificiale russo.